# Periophthalmus minutus
Periophthalmus minutus är en fiskart som beskrevs av Eggert, 1935. Periophthalmus minutus ingår i släktet Periophthalmus och familjen smörbultsfiskar. Inga underarter finns listade i Catalogue of Life.